# Old National Bank
O Old National Bank é um banco regional com quase 200 agências de varejo operadas pelo Old National Bancorp e com sede em Evansville, Indiana. Com ativos de US$ 20,9 bilhões e 185 centros bancários, o Old National Bancorp é a maior empresa bancária de serviços financeiros com sede em Indiana e uma das 100 maiores empresas bancárias dos EUA. Sua pegada bancária principal é em Indiana, Kentucky, Michigan, Minnesota e Wisconsin.

## História

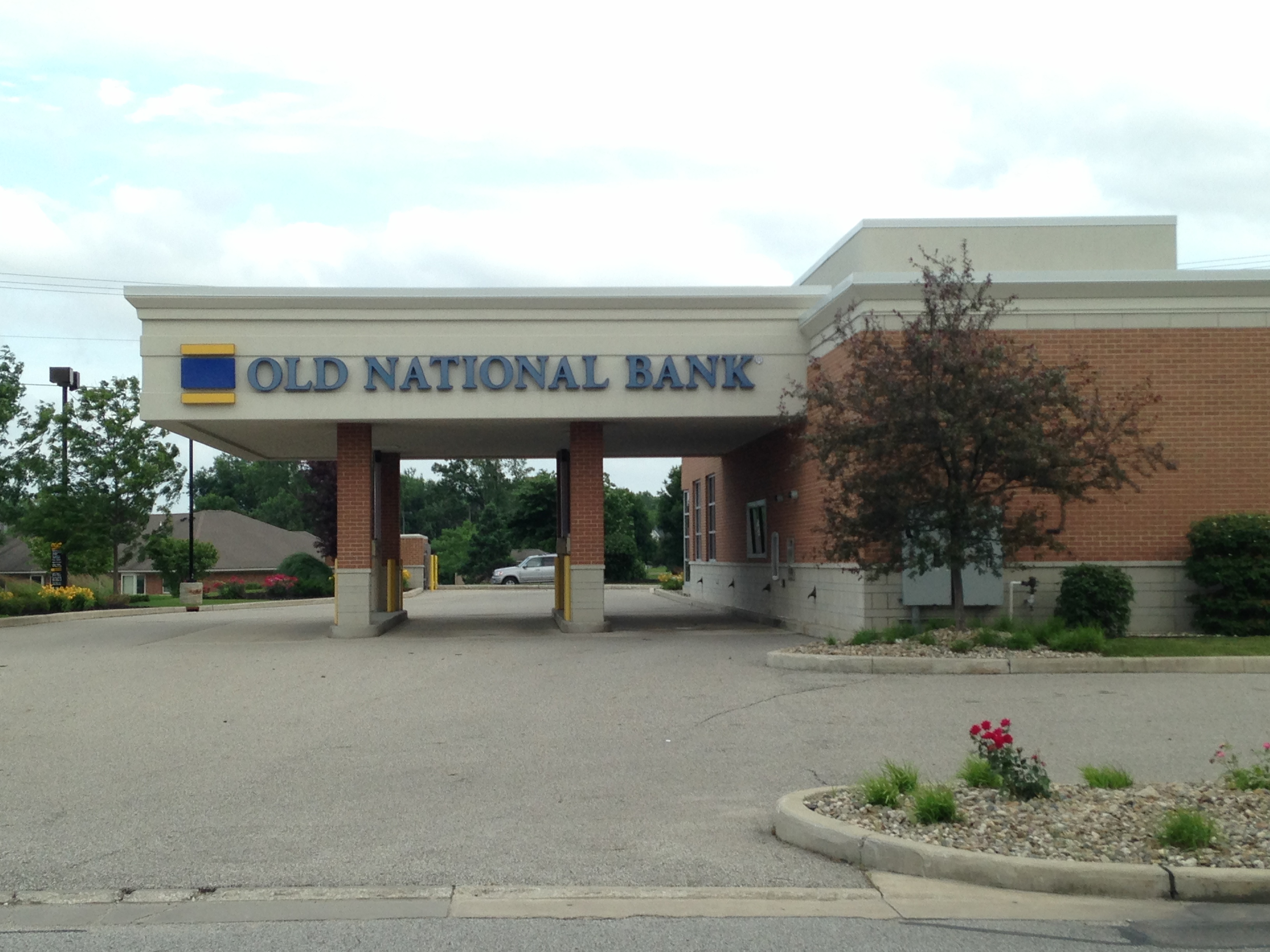
Uma localização de Old National Bank em Granger, Indiana

O banco foi fundado em 1834 como o primeiro banco da cidade. Ele operou sob vários nomes, incluindo Evansville National Bank e Old State National Bank. Em 1922, foi oficialmente nomeado Old National Bank. Na época em que o mercado de ações faliu em 1929, havia 11 bancos operando em Evansville; em 1935, sete desses bancos foram forçados a fechar suas portas. Old National foi um dos quatro que continuaram a operar. Antecipando a iminente reforma das regulamentações bancárias nos níveis estadual e federal no final dos anos 80 e início dos anos 90, a holding bancária Old National Bancorp foi formada em 1983 como holding multi-banco e agora opera em Indiana, Michigan, Wisconsin, Kentucky e Illinois.
Em novembro de 1995, a Old National adquiriu o First United Savings Bank de Greencastle por US$ 18 milhões em ações. No ano seguinte, a Old National adquiriu a Workingmens Capital Holdings, com sede em Bloomington, com sua subsidiária da Workingmens Federal Savings Bank, por um valor não divulgado em estoque.
O Old National participou do Troubled Asset Relief Program (TARP), do Departamento do Tesouro, comprando US$ 100 milhões em ações preferenciais, sem direito a voto. No entanto, em março de 2009, a Old National recomprou todas as suas ações em circulação e saiu totalmente do programa TARP.
Em 2009, as agências bancárias da Charter One em Indiana se tornaram o Old National Bank depois que o Old National Bank comprou as operações da Charter One em Indiana. Em janeiro de 2011, a Old National adquiriu o Monroe Bancorp, com base em Bloomington, com sua subsidiária do Monroe Bank por US$ 90 milhões em ações. No final daquele ano, o Integra Bank foi fechado pela Federal Deposit Insurance Corporation e todas as contas de depósito, excluindo certos depósitos intermediados, foram transferidas para Old National. Em 2012, a Old National adquiriu 24 agências bancárias de varejo do Bank of America no norte de Indiana e no sudoeste de Michigan. Em 2014, a Old National adquiriu quatro bancos: Tower Bank em Fort Wayne, Indiana, United Bank em Ann Arbor, Michigan, Lafayette Savings Bank em Lafayette, Indiana, e Founders Bank & Trust em Grand Rapids, Michigan.
Em janeiro de 2016, o Anchor BanCorp Wisconsin, empresa controladora do AnchorBank, o terceiro maior banco com sede em Wisconsin, anunciou que o Old National pretende comprar o Anchor por aproximadamente US$ 461 milhões. A transação foi encerrada em maio do mesmo ano.
Em agosto de 2017, a Old National concordou em comprar o Anchor Bank of Minnesota por US$ 303 milhões. A aquisição adicionará 17 locais nas Cidades Gêmeas e 1 em Mankato, mais US$ 1,7 bilhão em depósitos e US$ 2,1 bilhões em ativos.

## Serviços
A empresa oferece serviços de gestão financeira, financiamento de leasing, cartões de débito, banco on-line e outros serviços bancários acessados eletronicamente. O Old National Bancorp, por meio de outras subsidiárias, também fornece vários serviços, incluindo consultoria de investimento e gerenciamento de patrimônio, investimento e corretagem, consultoria de investimento e serviços de agências de seguros.
Em 1995, o ONB foi classificado como número um no momento da receita pela revista bancária Financial World. O banco foi classificado como o 28º banco com melhor desempenho no país em 2008 pela revista Bank Director.